# Wu Yanyan (pentathlon moderne)
Pour les articles homonymes, voir Wu Yanyan.
Dans ce nom chinois, le nom de famille, Wu, précède le nom personnel.
Wu Yanyan, née le 8 novembre 1987, est une pentathlonienne chinoise.

## Palmarès
- Championnats d'Asie
  - Chengdu 2011
    -  Médaille d'or en relais
    -  Médaille de bronze en individuel

- Jeux asiatiques
  - Canton 2010
    -  Médaille d'argent en individuel